# 正慧
正慧大师（1042年—1116年2月11日），本齐姓，辽朝僧人，永清县人。
正慧自幼不留发，在燕京天王寺出家，受具足戒。后来拜永泰寺守司徒疏主大师为师。受宣为三学经主，赐紫衣。奉敕为燕京僧录，普设义坛，周济穷人过百万。七十五岁时住在圣水岩，天庆六年（1116年）正月二十六日圆寂，二月二十八日火化，遗骨分七处建塔，特命良工，造成石塔一座，上下十五层，高一百二十尺。